# Cabu
Cabu, właśc. Jean Cabut (ur. 13 stycznia 1938 w Châlons-en-Champagne, zm. 7 stycznia 2015 w Paryżu) – francuski karykaturzysta, rysownik prasowy i autor komiksów. Zginął w ataku terrorystycznym na siedzibę Charlie Hebdo.
Studiował na paryskiej uczelni plastycznej – Art at the École Estienne. Po studiach rysował ilustracje dla prasy lokalnej.
W latach 60. XX wieku był jednym założycieli satyrycznego magazynu Hara-Kiri.
Twórca postaci Grand Duduche i  Beauf, członek ekip gazet satyrycznych Hara-Kiri, Charlie Hebdo i Le Canard enchaîné, współpracownik wielu emisji telewizyjnych, zarówno poważnych debat (Droit de réponse), jak i emisji dla dzieci (Récré A2), które ilustrował na żywo.